# KV11
KV11 (Kings' Valley 11) è la sigla che identifica una delle tombe della Valle dei Re in Egitto; era la tomba di Ramses III.
Nota almeno in parte fin dall’antichità, KV11 venne mappata e rilevata da Richard Pococke nel 1737-1738; rilievi epigrafici vennero eseguiti da James Bruce nel 1769. Nuovi rilievi epigrafici vennero eseguiti nel 1799 dalla spedizione napoleonica. Il primo scavo sistematico risale al 1816-1819 a cura di Giovanni Battista Belzoni. Ancora rilievi epigrafici nel 1844 da parte di Karl Richard Lepsius. Scavi sistematici nel 1895 a cura del Service des Antiquités egiziano e rilievi epigrafici di Marek Marciniak nel 1959-1981.
Negli anni ’20 dell’800James Burton rilevò tracce di cartigli di Ramses III ipotizzando che originariamente questa doveva essere la tomba predisposta per il faraone. La KV11 era stata tuttavia iniziata sotto Sethnakht, ma durante i lavori gli operai invasero la vicina KV10 di Amenemes.
Successivamente i lavori vennero ripresi dal successore Ramses III differenziando l’asse della tomba per evitare l’incrocio con KV10.  

## Architettura

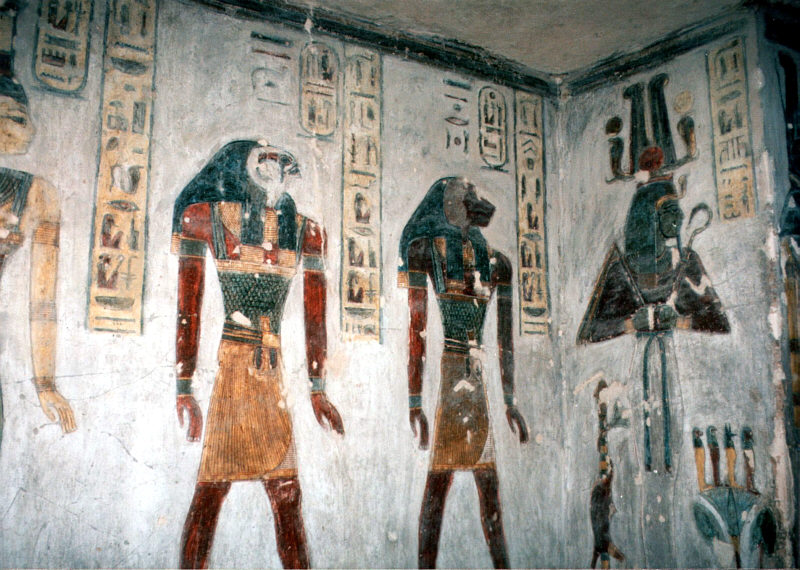
Decorazioni parietali dalla KV11

La prima parte di KV11, quella risalente a Sethkakht, presenta una scala discendente, subito dopo l’ingresso, e un corridoio in piano su cui si aprono due annessi; un successivo corridoio presenta, lateralmente, otto annessi (quattro per lato). Il corridoio prosegue in piano, ma si interrompe là dove venne intercettata la vicina KV10.
In seguito, quando i lavori vennero ripresi sotto Ramses III, venne creata una sorta di disimpegno che consentì di spostare lateralmente l’asse della tomba così evitando la traiettoria che aveva intercettato la KV10. Da tale disimpegno si diparte un corridoio in piano che raggiunge una sala a pilastri con una camera laterale. Da questa, un corridoio discendente porta ad un'altra serie di corridoi successivi, in piano, che adducono alla camera funeraria il cui soffitto è sorretto da otto pilastri.
Quattro annessi agli angoli della camera funeraria, e un breve corridoio, su cui si aprono altri recessi, concludono la struttura architettonica della tomba che, aldilà della prima variazione di percorso, presenta la struttura tipica delle tombe della XX dinastia su unico asse.

## Decorazioni

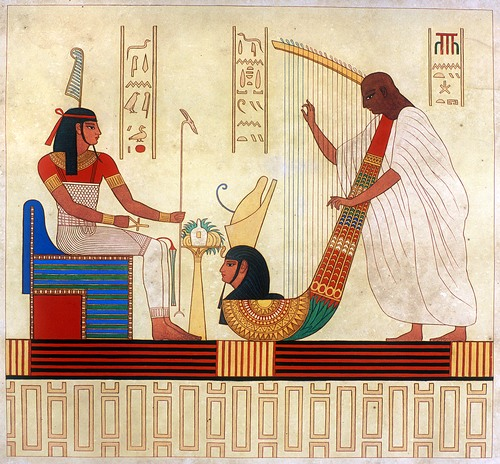
Uno degli arpisti in un acquerello dalla Description de l’Egypt napoleonica (autore Dutertre Monsaldy)

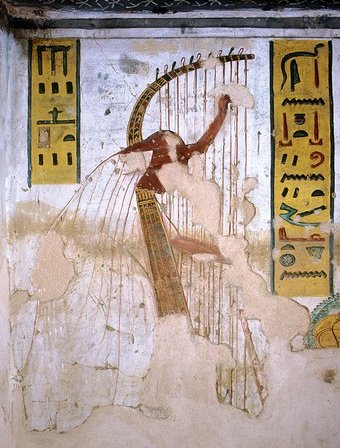
Uno degli arpisti della KV11

Benché il livello tecnico della decorazione non sia eccelso questa è, in generale, molto ben conservata (salvo che nella camera funeraria) e fin dall’ingresso sono presenti soluzioni rare, se non uniche, nel panorama della Valle.
Uniche sono le due colonne con capitello hathorico che fiancheggiano l’ingresso; rare sono, inoltre, le rappresentazioni negli otto annessi che fiancheggiano il secondo corridoio di Sethnakht.
Annessi di sinistra:
1. Il dio Hapi, personificazione del Nilo, che fa offerte ad alcune divinità;
2. processione del dio Hapi e delle divinità dei nomi;
3. il toro e le vacche celesti Hathor e  Mehetueret;
4. i famosi due arpisti ciechi, intenti a cantare le lodi del sovrano al cospetto degli dei Atum, Shu e Inhert, da cui Bruce derivò il nome con cui la tomba è anche conosciuta;

Annessi di destra:
1. Osiride sul trono;
2. i Campi di Aaru;
3. Brocche, vasi e recipienti tra cui se ne riconoscono alcuni di fattura egea;
4. Archi, stendardi e armature del re.

Il disimpegno che, pur parallelo ai corridoi precedenti, consentì di variare l’asse di KV11, è occupato per intero da capitoli dell’Amduat; il corridoio discendente che dal disimpegno adduce alla camera funeraria è decorato con scene della Cerimonia di apertura della bocca e degli occhi praticata sul defunto re. Seguono capitoli del Libro dei Morti e, nella camera funeraria, l’unica pesantemente danneggiata nei secoli dal ristagno di acqua da inondazioni, rappresentazioni varie del faraone, di divinità, nonché capitoli dal Libro delle Porte e dal Libro della Terra.

## Corredo funerario

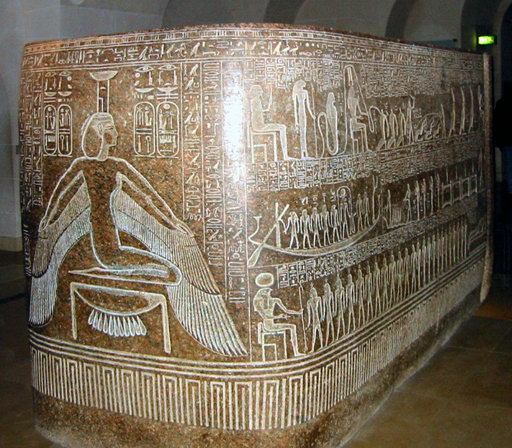
Il sarcofago in quarzite rossa dalla KV11

La camera funeraria conteneva un sarcofago in quarzite rossa, oggi al Museo del Louvre di Parigi; il coperchio di tale sarcofago venne invece recuperato da Giovanni Battista Belzoni e acquistato dal Fitzwilliam Museum di Cambridge . Secondo un’ipotesi, il sarcofago in quarzite sarebbe stato predisposto originariamente, ma mai usato, per Sethy II.
Il sarcofago ligneo di Ramses III, decorato con immagini di dee e dei quattro figli di Horus, privo del coperchio, venne rinvenuto, nel 1898, nella KV35, ma contenente il corpo di Amenhotep III. Si trova oggi al Museo del Cairo.
Il corpo di Ramses III, anch'esso oggi al Museo del Cairo, venne rinvenuto, intorno agli anni '80 dell' '800, nella cosiddetta cache di Deir el-Bahari, DB320.
La mummia del re era contenuta in un sarcofago in cartonnage, parzialmente sbendata. Un'iscrizione riportata sul lino della fasciatura, fa riferimento a una nuova osirificazione (ovvero una cerimonia per rendere il defunto simile ad Osiride) che venne praticata dallo scriba della necropoli Butehamun nell'anno tredicesimo del faraone Smendes I della XXI dinastia .
Tale iscrizione, peraltro, trova riscontro in uno dei graffiti rinvenuti nella KV11 e letti da Jean François Champollion, facente parte della spedizione franco-toscana di Ippolito Rosellini del 1828-1830, che menziona appunto una tale operazione. Altri due graffiti facevano riferimento a un'ispezione della tomba e ad operazioni connesse alla cerimonia sopra menzionata.
Pochi altri oggetti vennero rinvenuti nella KV11 tra cui cinque ushabty in bronzo.

### Annotazioni
1. ↑  Le tombe vennero classificate nel 1827, dalla numero 1 alla 22, da John Gardner Wilkinson in ordine geografico. Dalla numero 23 la numerazione segue l’ordine di scoperta.
2. ↑  Sepolto poi in KV14.
3. ↑  Di questi: uno si trova oggi al British Museum, uno al Museo Egizio di Torino, due al Louvre, e l’ultimo all’ Oriental Museum di Durham

### Fonti
1. ↑  vedi: informazioni turistiche
2. ↑  Nicholas Reeves e Richard Wilkinson, The complete valley of the Kings, New York, Thames & Hudson, 2000 pp. 51, 162.
3. ↑  Theban Mapping Project
4. ↑  Reeves e Wilkinson (2000), pp. 159-160.
5. ↑  Alberto Siliotti, Guida alla Valle dei Re, Vercelli, White Star, 2000, pp. 63-63.
6. 1 2 3  Reeves e Wilkinson (2000), p. 160.
7. 1 2  Aberto SIliotti (2000), p. 63.
8. 1 2  Reeves e Wilkinson (2000), p. 161.